# Gastronomía de Andorra
La gastronomía de Andorra trata sobre la comida y las bebidas típicos de la cocina andorrana. La cocina del país tiene características bastante parecidas con las comarcas catalanas vecinas Cerdaña y Alto Urgel, sobre todo con esta última, con la que tiene bastantes vínculos culturales.
La gastronomía del Principado es principalmente catalana, a pesar de que ha adoptado también otras elementos de las cocinas francesa e italiana, como por ejemplo la costumbre de emplear salsas con el pescado y la carne, y el uso de pasta.
La cocina de Andorra es marcada por su naturaleza de valles montañosos, tradicionalmente caracterizada por la auto-subsistencia de las economías locales. Por esta razón la cocina está compuesta por el tocino, el pescado, la carne (conejo, cabrito y cordero), embutidos como la bringuera, verduras, los cereales y los frutos del bosque, el trinchado.

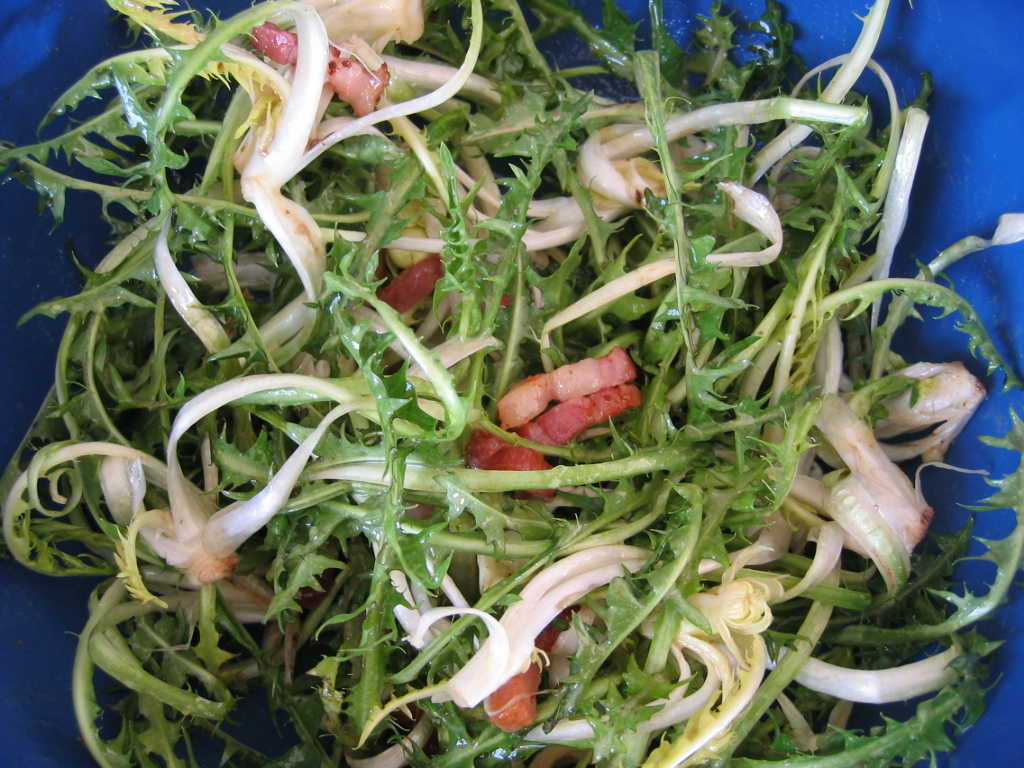
Ensalada de achicorias (diente de león).

## Platos típicos
Platos típicos de la parroquia de Andorra la Vieja, según el Gobierno andorrano, son el alioli de membrillo, el pato con pera de invierno, el cabrito al horno con picada de frutos secos, civet de jabalí, la coca massegada, la escarola con pedreros de pato confitado y setas, la escudella de pagès o barrejada, las espinacas con pasas y piñones, la mermelada de moras, las colmenillas rellenas con carne de cerdo, y el más conocido y preciado, la trucha de río a la andorrana; para beber, el vino caliente y quemado; algunos de los platos son muy habituales a comarcas de montaña de Cataluña, como el trinxat, los caracoles a la llauna, el arroz con setas, brossat y el arroz de montaña.
De la parroquia de Canillo es típica la ensalada de achicorias (diente de león).
Otros platos típicos de Andorra en general son el conejo con tomate y el cordero asado.
Un postre típico es la crostada.